# Ambrosius Holbein
Ambrosius Holbein (* um 1494 in Augsburg; † nach 1519 in Basel) war ein deutsch-schweizerischer Maler und Grafiker.

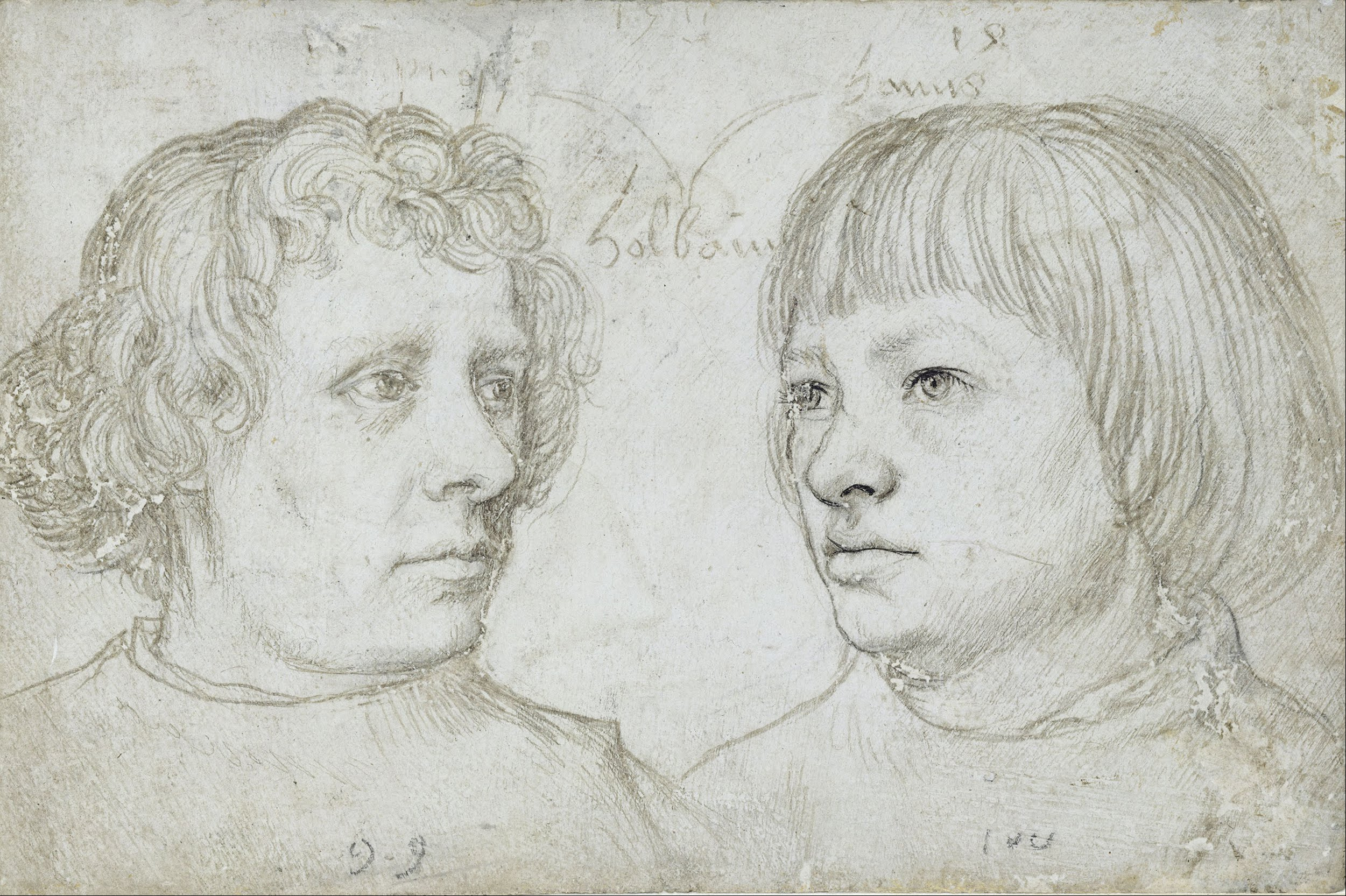
Hans Holbein der Ältere:
Hans und Ambrosius Holbein, seine beiden Söhne, 1511,
Kupferstichkabinett Berlin

Ambrosius Holbein war ein Sohn von Hans Holbein d. Ä. und der ältere Bruder von Hans Holbein d. J. Seine Ausbildung erhielt er vermutlich in der Werkstatt des Vaters. Ab 1515 war er möglicherweise in Stein am Rhein tätig. Nach 1516 ist seine Anwesenheit in Basel nachweisbar, wo er 1517 in die Malerzunft Zum Himmel eintrat und 1518 das Bürgerrecht erwarb.

## Werke

Porträt eines Knaben mit blondem Haar, um 1516, Kunstmuseum Basel

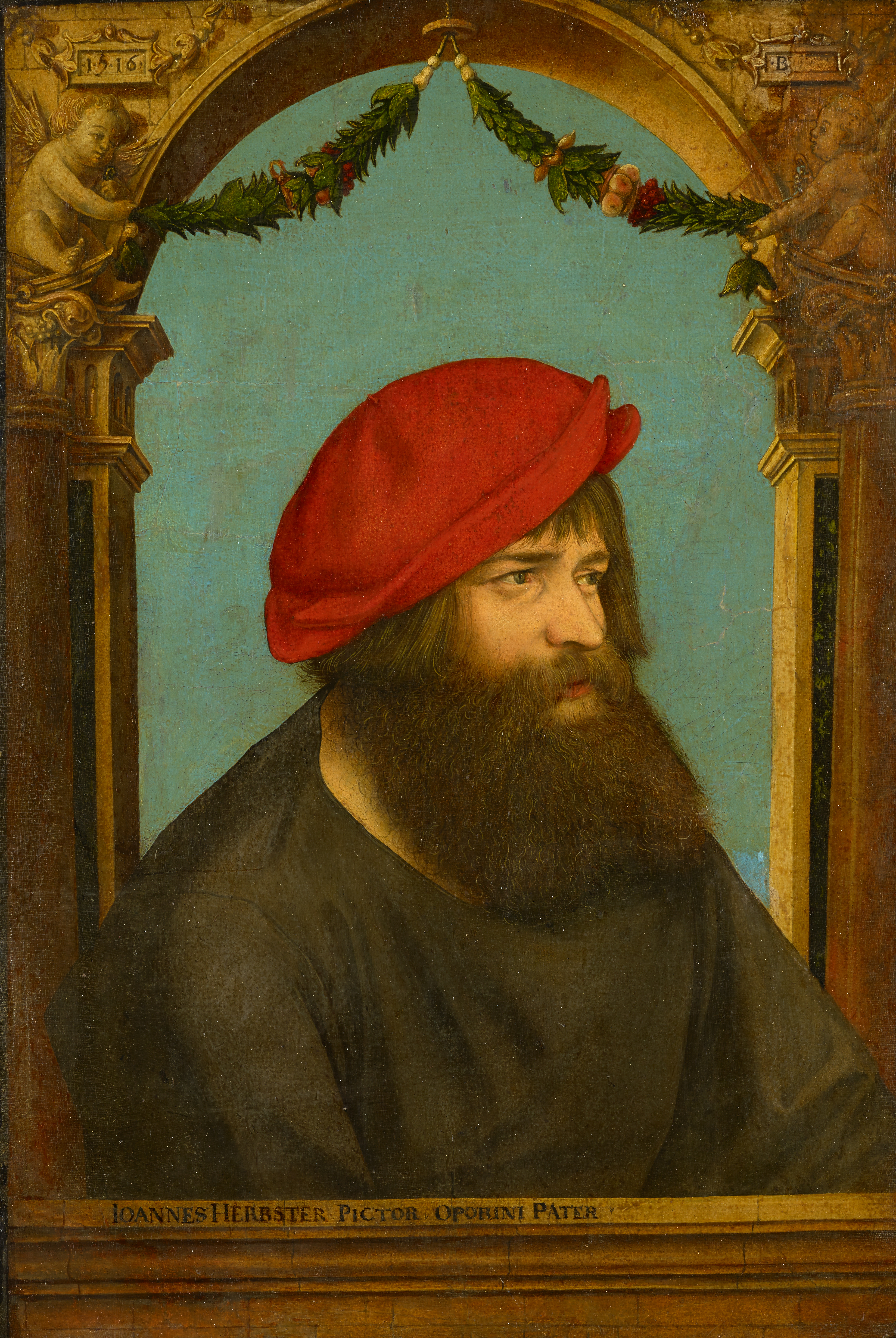
Ambrosius Holbein: Bildnis des Hans Herbst (Herbster), 1516, Inventarnummer GKS208, Depositum der Gottfried Keller-Stiftung im Kunstmuseum Basel

- Basel, Kunstmuseum: Maria mit dem Kinde 1514; Bildnis eines Knaben mit blondem Haar 1516; Bildnis eines Knaben mit braunem Haar 1517; Bildnis des Jörg Schweiger 1518; Christus bei Gottvater Fürbitte einlegend
- Darmstadt, Hessisches Landesmuseum: Bildnis eines jungen Mannes 1515
- Donaueschingen, Fürstlich Fürstenbergische Gemäldegalerie: Die Geburt Christi um 1514
- München, Klerikalseminar Georgianum: Die Geburt Christi; Der Tod Mariae
- Nürnberg, Germanisches Nationalmuseum: Bildnis des Johannes Xylotectus (Zimmermann) 1520
- St. Petersburg, Ermitage: Bildnis eines jungen Mannes 1518
- Stein am Rhein, Klostermuseum St. Georgen: Tod und Lautenspielerin sowie Narr und Geigerin 1515/16[2]
- Freskenzyklus im Festsaal des David von Winkelsheim im Kloster St. Georgen in Stein am Rhein abgebildet ist an der Nordwand eine Ansicht der Küssaburg und die Zurzacher Messe.[3]
- Washington, National Gallery of Art: Bildnis eines jungen Mannes (vielfach auch Hans Holbein d. J. zugewiesen)
- Wien, Gemäldegalerie der Akademie der bildenden Künste: Der Tod Mariae